# Берёзовка (Барнаул)

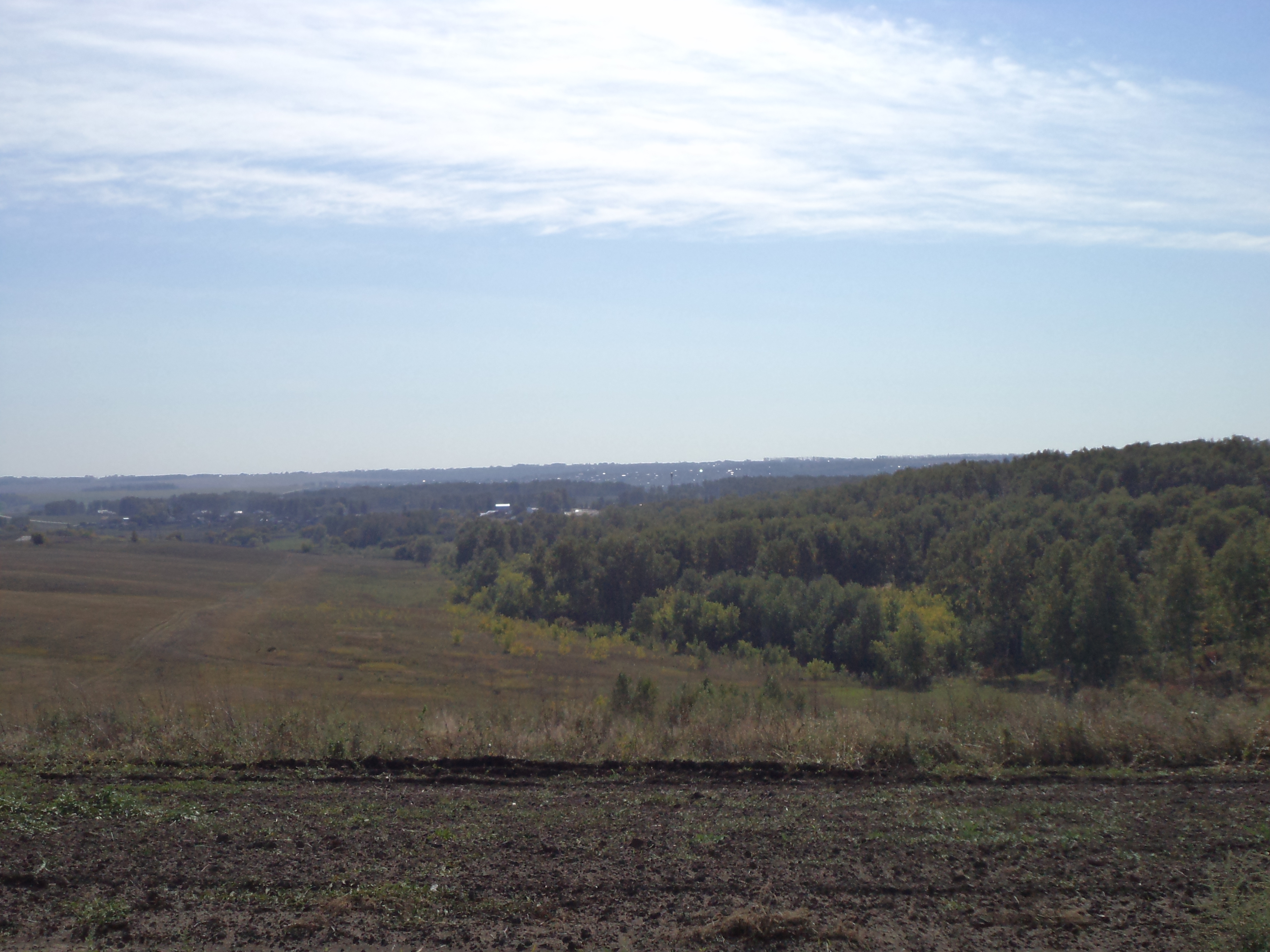
Берёзовка

Берёзовка — посёлок в Алтайском крае России. Входит в городской округ город Барнаул. Административно подчинён Научногородокской сельской администрации Ленинского района города Барнаула.
Расположен в 15 км к западу от Барнаула на Павловском тракте, около барнаульского аэропорта.

## История
В 1950 году на месте посёлка Берёзовка располагался филиал лагеря для расконвоированных заключённых от посёлка Куеты. У них были свои земли — 1700 га. Занимались земледелием — выращивали овощи для заключённых и работников лагеря. В то время было всего 7 домов, в которых жили охранники и 4 барака для заключённых. В 1959 году вышла амнистия, заключённых освободили, а лагерь расформировали.
В 1960 году в бараки, где ранее находились заключённые, перевели дом инвалидов для психохронников. Землю, постройки и скот 200 голов передали Алтайскому научно-исследовательскому институту сельского хозяйства и земледелия. Зимой этого же года АНИИСХиЗ начал строить дома для своих работников, для этого перевезли 24 деревянных сруба. Весной 1961 года уже начали заселять дома. В Березовку стали переселяться люди из соседней, ныне исчезнувшей Середчихи, где была начальная школа и магазин. В 1961 году заселили одну улицу, в 1962 году построили 4 дома, в 1964 году построили ещё 6 домов, так постепенно стал расстраиваться посёлок, и назвали его Берёзовка.
10 мая 1967 года из Чарышского района перевели психиатрическую больницу с обслуживающим персоналом. В этом же году провели водопровод, до этого воду привозили на лошадях и тракторах в бочках, провели радио. С 1979 года стали строить дорогу, с февраля 1980 года начал ходить рейсовый автобус 113 маршрута «Барнаул-Берёзовка».

## Инфраструктура
В 2001 году посёлок телефонизировали. Есть 11 улиц: Шаховская, Красноярская, Озёрная, Луговая, Извековская, Урожайная, Центральная, Новая, Солнечная, Южная, переулок Луговой.
Имеется фельдшерско-акушерский пункт. Действует православный храм в честь иконы Божией Матери «Взыскание погибших».
Поселок соединён асфальтированными дорогами с трассой Р380, а через неё - с Индустриальным районом Барнаула, а также с Научным Городком, по которой осуществляется подвоз детей в школу.

## Население
| 2010 | 2011 | 2012 | 2013 |
| ---- | ---- | ---- | ---- |
| 314  | ↗526 | ↗534 | ↗537 |